# Discografia di The Alchemist
Elenco delle uscite discografiche e della produzione del beatmaker statunitense The Alchemist.

## Album in studio
- 2004 - 1st Infantry
- 2007 - Return of the Mac (con Prodigy)
- 2009 - Chemical Warfare

## Extended play
- The Alchemist's Cookbook (2008)

## Mixtape
- The Cutting Room Floor Vol. I (2003)
- No Days Off (2006)
- The Chemistry Files Vol. 1 (2006)
- The Cutting Room Floor Vol. II (2008)

## Instrumentals
- Action/Drama (2001)
- Gangster Theme Music (2000)
- The Ultimate Music Machine (2002)
- Lab Tested (2004)
- Rapper's Best Friend (2007)
- GTA Chinatown Wars (2009)

## Singoli
- "Block Value/ More Like Us" (Feat. Mobb Deep & Big Noyd) (2001)
- "We Gonna Make It" (Feat. Jadakiss, Styles P, Eve)
- "The Man: The Icon" (Feat. Big Daddy Kane) (2001)
- "Different Worlds/ B.I.G. T.W.I.N.S." (Feat. Twins) (2001)
- "Bangers" (Feat. Lloyd Banks) (2004)
- "Hold You Down" (2004)
- "Next To You" (con Erykah Badu) (2025)

## Produzioni
- Build & Destroy (Royce Da 5'9") : "I'm the King" (1999)
- Focused Daily (Defari ) : "Focused Daily" (1999)
- A Tear for the Ghetto (Group Home) : "Stupid Muthafuckas (30 Minutes to War)" (1999)
- Home Field Advantage (The High & Mighty) : "Top Prospects" & "Open Mic Night (1999)

(Remix)" (featuring Thirstin Howl III & Wordsworth)
- 1999: Balance (Swollen Members) : "Front Street", "Circuit Breaker", "Strength", & "Horrified Nights"
- 1999: Murda Muzik (Mobb Deep) : "Thug Muzik" (featuring Infamous Mobb & Chinky) & "The Realest" (featuring Kool G. Rap)
- 1999: Internal Affairs (Pharoahe Monch) : "No Mercy" (featuring M.O.P.)
- 2000: The Platform (Dilated Peoples ) : "The Platform", "Guaranteed", "The Main Event", "Annihilation", & "The Last Line of Defense"
- 2000: The Reunion (Capone-N-Noreaga) : "Queens" (featuring Complexions) & "Bang Bang" (featuring Foxy Brown)
- 2001: H.N.I.C. (Prodigy) : "Keep It Thoro", "Three" (featuring Cormega), "Trials of Love" (featuring B.K.), & "Veteran's Memorial"
- 2001: Endangered Species (Big Pun album) : "Mama"
- 2001: The Realness (Cormega) : "Fallen Soldiers (Remix)"
- 2001: Baldhead Slick & Da Click (Guru) : "In Here" (featuring Timbo King, Killah Priest & Black Jesus)
- 2001: He Think He Raw (Casual) : "I Gotta (Get Down)"
- 2001: Kiss tha Game Goodbye (Jadakiss) : "We Gonna Make It" (featuring Styles P) & "Feel Me (Skit)"
- 2001: Jealous Ones Still Envy (J.O.S.E.) (Fat Joe) : "Definition of a Don" (featuring Remy Martin)
- 2001: Expansion Team (Dilated Peoples) : "Live on Stage", "Worst Comes to Worst" & "Panic"
- 2001: Bad Dreams (Swollen Members) : "Bad Dreams"
- 2001: Bulletproof Wallets (Ghostface Killah ) : "The Forest", "The Juks" (featuring Trife) & "Street Chemistry" (featuring Prodigal Sunn & Trife)
- 2001: Infamy (Mobb Deep) : "Get at Me," "Home Sweet Home"
- 2001: Word of Mouf (Ludacris ) : "Growing Pains (Featuring Fate Wilson & Keon Bryce)"
- 2002: A Gangster and a Gentleman (Styles P ) : "A Gangster and a Gentleman" & Black Magic" (featuring Angie Stone)
- 2002: The Lost Tapes (Nas ) : "My Way" & "No Idea's Original"
- 2002: The True Meaning (Cormega ) : "The Legacy"
- 2002: Loyalty (Fat Joe ) : "Bust at You" (featuring Scarface & Baby)
- 2002: Reanimation (Linkin Park ) : "Frgt/10" (featuring Chali 2na)
- 2002: God's Son (Nas ) : "Book of Rhymes", "Mastermind" & "Revolutionary Warfare" (featuring Lake)
- 2003: Walk Witt Me (Sheek Louch ) : "Turn It Up"
- 2003: Only the Strong (Big Noyd ) : "Only the Strong", "Shoot 'Em Up (Bang Bang) Part 1", "Noyd Holdin' It Down" (featuring Havoc), "Shoot 'Em Up (Bang Bang) Part 2" (featuring Mobb Deep), "Air It Out" (featuring Havoc), & "N.O.Y.D."
- 2003: The Awakening (PMD ) : "The Awakening"
- 2004: Neighborhood Watch (Dilated Peoples ) : "Marathon", "Neighborhood Watch", "Poisonous" (featuring Devin the Dude), & "World on Wheels"
- 2004: Till Death Do Us Part (Cypress Hill)  : "Latin Thugs" (featuring Tego Calderón)
- 2004: Amerikaz Nightmare (Mobb Deep ) : "Win or Lose", "Got It Twisted", "When U Hear The", & "Got It Twisted (Remix)" (featuring Twista)
- 2004: Sweat (Nelly ) : "Playa" (featuring Mobb Deep & Missy Elliott)
- 2004: R&G (Rhythm & Gangsta): The Masterpiece (Snoop Dogg ) : "(Intro) I Love to Give You Light"
- 2004: Kiss of Death (Jadakiss ) : "Still Feel Me"
- 2005: The Diamond Mine (Diamond D ) : "Y'all Niggaz Need to Know"
- 2005: After Taxes (Sheek Louch ) : "Movie Niggas" (featuring Ghostface Killah)
- 2005: Who's Hard? (Big Shug ) : "Who? (Got My Back)" & "Who's Hard?"
- 2005: Witness My Growth (Elzhi ) : "The Alchemist"
- 2006: Street Music (Defari ) : "Make My Own" (featuring Evidence)
- 2006: Black Magic (Swollen Members ) : "Weight" (featuring Ghostface Killah & The Alchemist)
- 2006: Time Is Money (Styles P ) : "I'm Black" (featuring Marsha Ambrosius)
- 2006: Blood Money (Mobb Deep ) : "The Infamous" (featuring 50 Cent)
- 2006: Killa Season (Cam'ron ) : "Wet Wipes"
- 2006: 20/20 (Dilated Peoples ) : "Back Again" & "20/20"
- 2006: You Already Know (Agallah ) : "Ride Out (O.G.G.G.)" (featuring The Alchemist) & "On the Ave"
- 2006: The Re-Up - Eminem Presents : "We Ride For Shady" (Obie Trice & Cashis); "There He Is" (Bobby Creekwater); "Tryin' Ta Win" (Stat Quo)
- 2006: The Medicine (Planet Asia ) : "Over Your Head"
- 2006: Eat or Die (Ras Kass ) : "Get It In"
- 2007: Return of the Mac (Prodigy ) : All songs
- 2007: The Death of Tragedy (Tragedy Khadafi ) : "Milk Murder"
- 2007: Desire (Pharoahe Monch ) : "Desire"
- 2007: The Weatherman LP (Evidence ) : "Letyourselfgo" (featuring Phonte), "Chase the Clouds Away" (featuring Kamilah), "Evidence is Everywhere", "Line of Scrimmage" (featuring Slug), & "Born in LA" (featuring Chace Infinite & Sick Jacken)
- 2007:  Super Gangster (Extraordinary Gentleman) (Styles P ) : "Green Piece of Paper" & "All I Know is Pain"'
- 2008:  Kiss My Ass (Jadakiss ) "From Now Til Then'"
- 2008:  Politics As Usual (Termanology ) : "Hood Shit"
- 2008:  The Elephant in the Room (Fat Joe ) : "My Conscience" (featuring KRS-One)
- 2008:  H.N.I.C. Pt. 2 (Prodigy ) : "The Life", "Young Veterans", "Illuminati", "Veteran's Memorial Part II" and "Dirty New Yorker"
- 2008: Deified (Keak Da Sneak ) "That Go (Remix)"
- 2008: Tha Carter III (Lil Wayne ) "You Ain't Got Nuthin'"